# شاميسن
الشاميسن (三味線 أو الساميسن'')، أو سانغن (三絃 sangen) وتعني الكلمات الثلاثة «ثلاثة أوتار»، هي آلة موسيقية يابانية تقليدية ثلاثية الأوتار مستمدة من آلة سانكسيان الصينية. وتلعب بريشة تسمى باتشي.

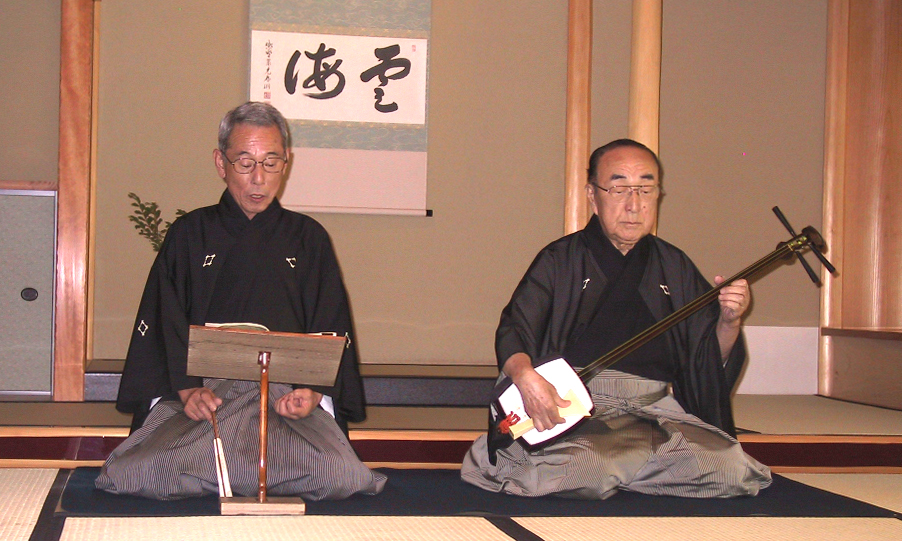
رجل ياباني يلعب الشاميسن بينما يغني الآخر

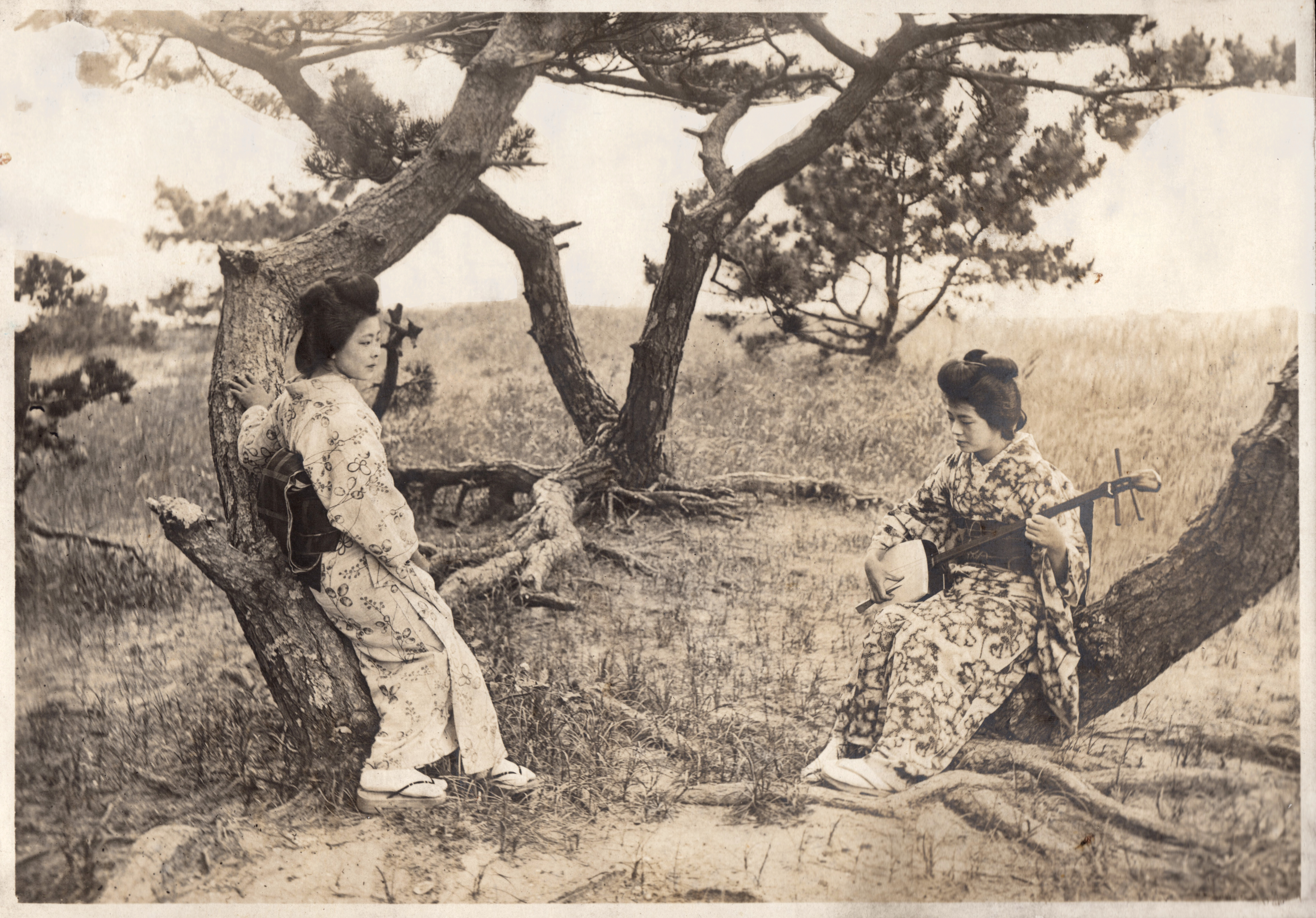
عازفات الشاميسن

ينطق اسم الآلة باليابانية عادة «الشاميسن» وأحيانا الجاميسن عندما تستخدم الكلمة كلاحقة وفقا لتغير الصوت «رنداكو، Rendaku» (على سبيل المثال تسوجارو-جاميسن). كما ينطق أيضا اسم الآلة «ساميسن» في غرب اليابان وفي العديد من مصادر فترة إيدو.
يختلف بناء الشاميسن في الشكل الخارجي، حسب النوع الذي يتم استخدامها فيه. حيث تحتوي الشاميسن المستخدمة لمرافقة مسرح الكابوكي على رقبة رقيقة، مما يسهل المتطلبات السريعة والمتميزة لهذا النوع من الفنون اليابانية. أما الذي يستخدم لمرافقة مسرحيات الدمى والأغاني الشعبية فلديه رقبة أطول وأكثر سمكا، لتتناسب مع الموسيقى الأكثر ايقاعا وقوة لهذه الأنواع.

## التاريخ والأنواع
نشأت الشاميسن اليابانية من الأداة الصينية سانكسيان sanxian     وقدمت السانكسيان من خلال مملكة ريوكيو (أوكيناوا) في القرن السادس عشر، حيث تطورت إلى الآلة سانشين في أوكيناوا sanshin (三線) ثم استمدت منها في نهاية المطاف آلة الشاميسن. وكان يُعتقد أنه تم تقديم سلف الشاميسن في القرن السادس عشر عبر مدينة ساكاي الساحلية بالقرب من أوساكا بدلا من أوكيناوا.
يمكن عزف الشاميسن منفردة أو مع شاميسن أخريات، في فرق مع الآلات اليابانية الأخرى، ومع الغناء أيضا مثل الأغاني الطويلة التي تسمى ناغوتا nagauta، أو كمرافقة للدراما، ولا سيما مسرح الكابوكي وبونراكو. ويمكن العزف عليها من طرف الرجال والنساء على حد سواء.
من أشهر الأساليب السردية والمتطلبة هو أسلوب الجيدايو "gidayū"، نسبة إلى تاكيموتو جيدايو (1651-1714) الذي ساهم بقوة في مسرح بونراكو للدمى في أوساكا. ويعد شاميسن الجيدايو وريشته أكبر آلة في عائلة الشاميسن، ويُطلب من الراوي المغني التحدث عن أدوار المسرحية، وكذلك غناء جميع التعليقات على الأحداث. وغالبًا ما يكون دور الراوي المغني صعبا لدرجة أنه يتم تغيير الفنانين في منتصف المشهد. ويجب أن يكون عازف الشاميسن على دراية كاملة بالعمل المسرحي حتى يستجيب بشكل فعّال لتفسيرات النص من قِبل المغني الراوي.
في الجزء الأول من القرن العشرين، طوّر الموسيقيون الفاقدون للبصر، بمن فيهم شيراكاوا غونباشيرو (1909-1962) وتاكاهاشي شيكوزان (1910–1998) وعازفين مرموقين مثل كيدا رينشوي (1911–1979) أسلوبًا جديدًا للعزف، على أساس الأغاني الشعبية التقليدية (" مين'يو min'yō ") ولكنه ينطوي على الكثير من الارتجال واللعب المبهرج بالأصابع. هذا النمط - المعروف الآن باسم تسوغارو-جاميسن Tsugaru-jamisen، نسبة للمنطقة الأصلية لهذا النمط في شمال هونشو - لا يزال يحظى بشعبية كبيرة في اليابان. وفي بعض الأحيان تتم مقارنة أسلوب تسوغارو-جاميسن الفخم بأسلوب البانجو الأزرق.
```
كوتا
 
(
小唄
،
 
Kouta
؟
)
هو أسلوب الأغنية التي تتعلمها 
الجيشا
 والمايكو. اسمها يعني حرفيًا «أغنية صغيرة» أو «أغنية قصيرة»، والتي تتناقض مع النوع الموسيقي الموجود في 
البونراكو
 
والكابوكي
، والمعروف باسم ناغوتا nagauta (أغنية طويلة).
```

يعد أسلوب جيوتا (地 唄 Jiuta)، أو «الموسيقى الأرضية»، أسلوبًا أكثر كلاسيكية لموسيقى آلة الشاميسن.

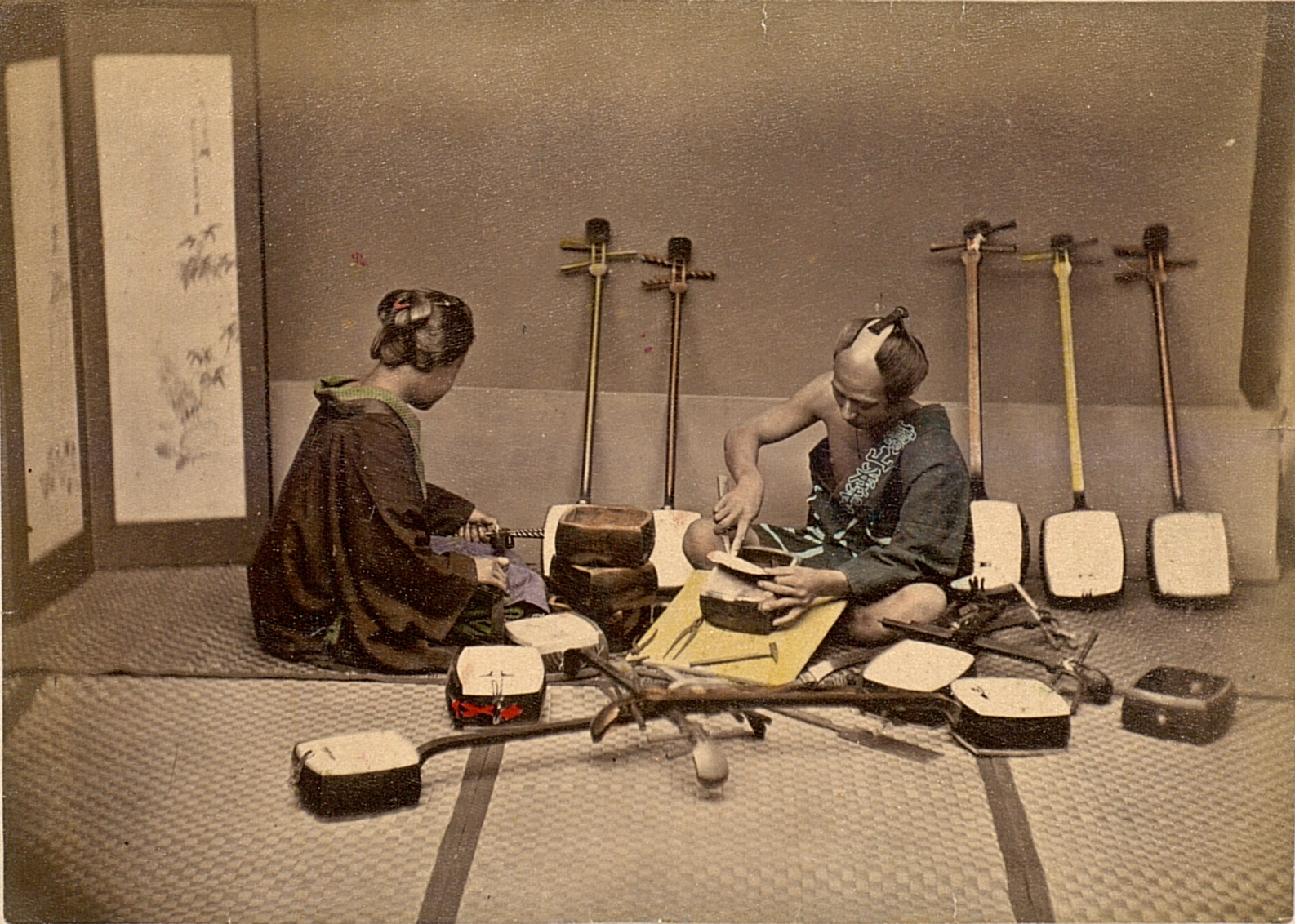
صانع شاميسن مع زبون، 1909